# طلميثة
طلميثة بلدة صغيرة في شمال شرق ليبيا. تبعد عن مدينة المرج 20كم شمالاً.
المدينة القديمة بها تأسست في القرن السادس قبل الميلاد تحت اسم بطولومايس الذي حُرف ليصبح كما هو الآن . وكانت مرسى للسفن والقوارب لمدينة بارشي المرج حالياً، وهي مركز جميل بين البحر والجبل والغابات ، وهي إحدى المدن الخمس الليبية التاريخية، وتعتبر من أهم المواقع الأثرية بالمنطقة.
من آثارها : المدافن البطلمية، الصهريج العظيم، المسرح الروماني.